# نیپین
نیپین (به چکی: Nejepín) یک منطقهٔ مسکونی در جمهوری چک است که در ناحیه هاولیتشکوف برود واقع شده‌است. نیپین ۳٫۷۸ کیلومتر مربع مساحت و ۶۳ نفر جمعیت دارد و ۵۲۴ متر بالاتر از سطح دریا واقع شده‌است.